# Mario Grau (Künstler)

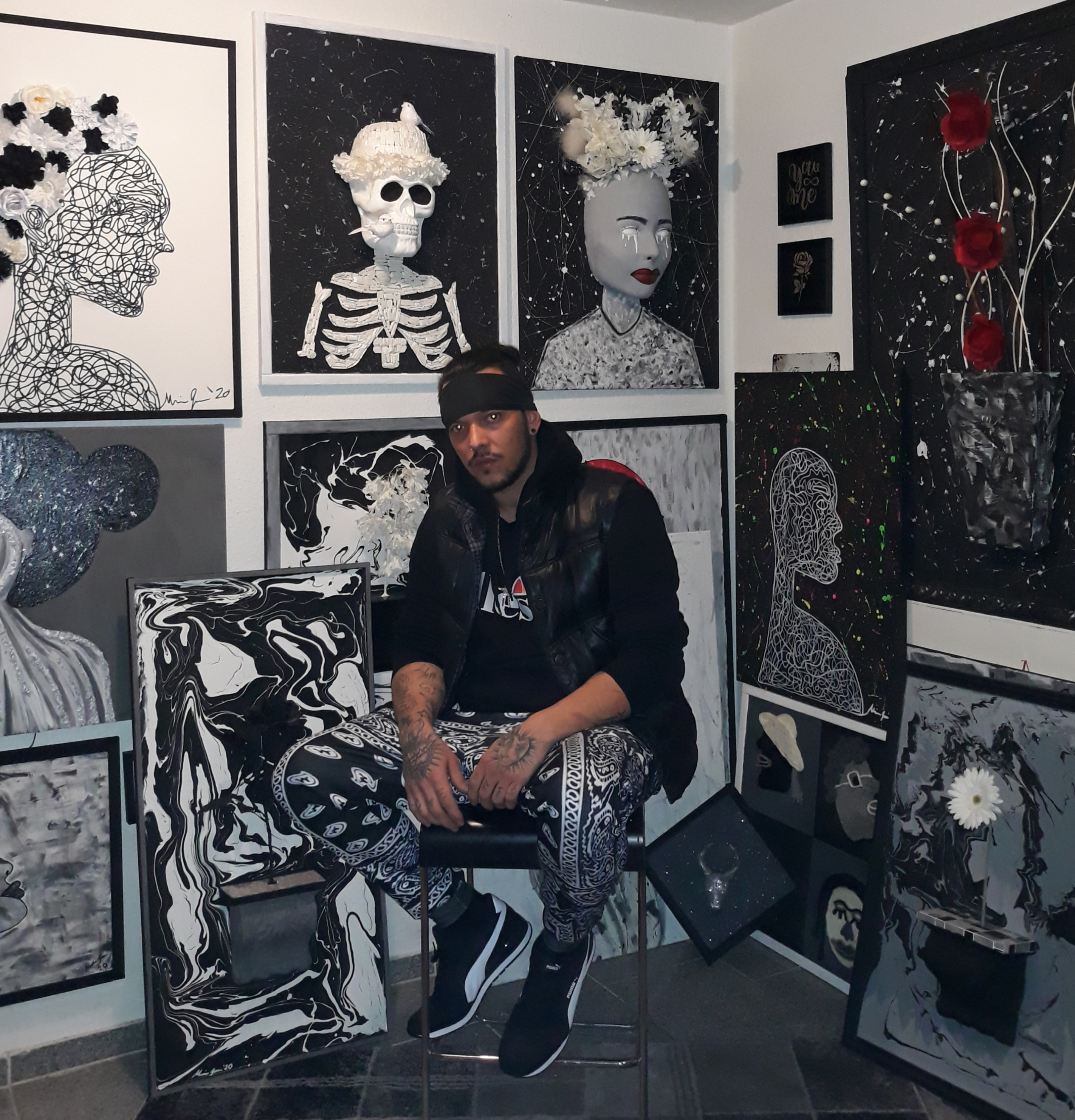
Mario Grau (2020)

Mario Grau (* 25. Februar 1990 in Baden-Baden) ist ein deutscher Maler und Autor.

## Leben
Grau wuchs in Ötigheim auf, wo er von 1996 bis 2005 die Grund- und Hauptschule besuchte. Anschließend absolvierte er eine Ausbildung zum Anlagenmechaniker (2005–2008), eine weitere Ausbildung zum Maschinen- und Anlagenführer (2010–2012) und schloss eine dritte Ausbildung zum Papiertechnologen an (2012–2014).
Im Jahr 2015 nahm Grau am Open-Air-Kunstfestival in Baden-Baden teil. In den beiden darauffolgenden Jahren, 2016 und 2017, stellte er im Café Lumen in Lichtental und in einer Berliner Galerie aus. 2018 porträtierte er für die SWR Landesschau aktuell Baden-Württemberg und stellte zum Gedenken an seine verstorbene Mutter im Rathaus von Gernsbach aus. Im darauffolgenden Jahr wurden seine Werke im Landratsamt Rastatt zur Schau gestellt, mit einer 16-seitigen Veröffentlichung im Heimatbuch. Zu dieser Zeit war er der jüngste Aussteller in der Geschichte des Landratsamt Rastatt. Kurz darauf wurde Grau in der Kategorie Kunst mit dem High-Performance Award ausgezeichnet und präsentierte im Rathaus Loffenau seine neue Ausstellung Sehnsucht.
Während der Corona-Pandemie veröffentlichte er seine Werke parallel über Social Media. 2021 eröffnete er ein zweites Atelier bei Stuttgart. Im selben Jahr kreierte er eine Collage aus vergangenen Heimatbüchern, das für das Cover der aktuellen Jubiläumsausgabe Landkreis Rastatt verwendet wurde und kurz darauf stellte das Bravomagazin eines seiner Kunstwerke vor. Danach wurde Grau für eine Gruppenausstellung im Landratsamt Rastatt mit dem Titel 20 Jahre Kunst im Heimatbuch ausgewählt. 2022 erschien sein Erstlingswerk Medienrummel, 2023 das Buch Volkswagen Kunst und Geschichte.
Mitte des Jahres 2023 wurde eines seiner Werke als Gastgeschenk für die 25-jährige Partnerschaft zwischen dem Landkreis Rastatt und der Provinz Pesaro-Urbino übergeben. Anschließend überreichte Grau dem Landratsamt Rastatt als kleine Anerkennung an den verstorbenen Landrat Toni Huber ein selbst gemaltes Porträt von ihm.
Neben seiner Kunst hat Grau auch diverse Malbücher für Kinder veröffentlicht.

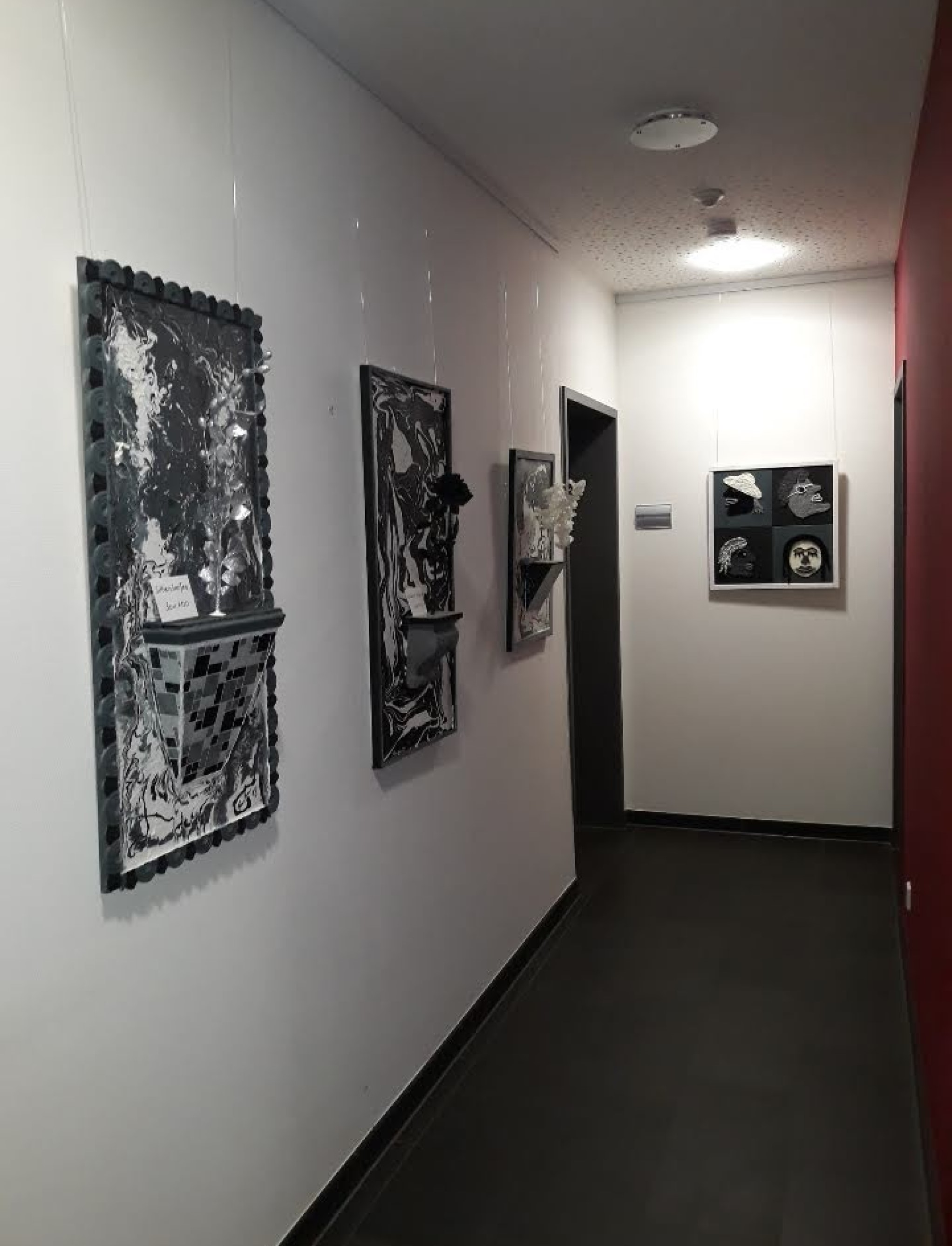
Ausstellung Rathaus Loffenau (2020)

## Ausstellungen
- 2015, „Open-Air-Kunst-Festival“,[7] Baden-Baden
- 2016, „Mensch und Tier“, Baden-Baden
- 2017, „Erotische und Moderne Kunst“,[8] Achtzig Galerie, Berlin
- 2018, „Liebe“, Rathaus Gernsbach[9]
- 2019, „Gefangen in der Kunst“,[10] Landratsamt, Rastatt
- 2020, „Tage der offenen Fenster“,[11] Gernsbach
- 2020, „Sehnsucht“,[12] Rathaus Loffenau
- 2021, „Licht Blicke“,[13] Rathaus, Horb am Neckar
- 2022, „20 Jahre Kunst im Heimatbuch“, Landratsamt, Rastatt
- 2023, „time for change“,[14] Rathaus, Ettenheim
- 2024, „dreamland“,[15] Rathaus, Linden

## Fernsehen
2018 porträtierte der Künstler für die Landesschau Baden-Württemberg und anschließend für den SWR Heimat über einen Brief seiner verstorbenen Mutter, auf den Mario Grau 25 Jahre später geantwortet hat. Danach hatte der Künstler einen Gastauftritt in der bekannten Show „First Dates – Ein Tisch für zwei“ auf Vox und einen Gastauftritt in der Show „Date or Drop“ auf RTL. 2022 stellte er in einer Podcast-Show sein neues Buch „Medienrummel“ vor und anschließend lud ihn die Wirtschaftsregion Mittelbaden zu einem Interview ein.